# NGC 6772
NGC 6772 ist ein planetarischer Nebel im Sternbild Adler. 
Das Objekt wurde am 21. Juli 1784 von dem Astronomen Wilhelm Herschel entdeckt.